# Мокраняц, Стеван
Стеван Мо́кра́няц (серб. Стеван Мокрањац, настоящая фамилия Стоянович, серб. Стојановић) — сербский композитор и хормейстер.

## Биография
Родился 9 января 1856 года в Неготине.
Изучал композицию в Лейпциге у Ядассона и Райнеке, а также в Мюнхене у Райнбергера.
В 1887—1914 руководил хором Белградского певческого общества, гастролировал по многим странам, в том числе в России в 1896 году.
С 1889 по 1893 был второй скрипкой Белградского струнного квартета, первого в Сербии.
В 1899 стал одним из основателей белградской музыкальной школы, которую и возглавлял до смерти. Среди его известных учеников композитор Милое Милоевич.
Член Сербской академии наук и искусств с 1906, председатель Товарищества сербских музыкантов с 1907.
Скончался в городе Скопье 28 сентября 1914 года.

## Произведения
Главным произведением Мокраняца считаются «Руковеты», обработки сербских песен из Сербии, Черногории, Македонии, Славонии, Далмации,— 15 сюит для хора с солистом без музыкального сопровождения. Эти хоровые сочинения пользуются большой популярностью на всей территории бывшей Югославии.
Среди работ Мокраняца также обработки венгерских, турецких и румынских песен, духовная музыка («Сербская литургия»), музыка для театра, реквием.

## Галерея

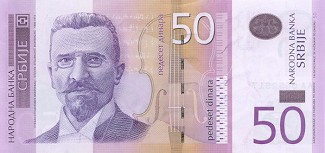
Стеван Мокраняц на купюре достоинством 50 динаров
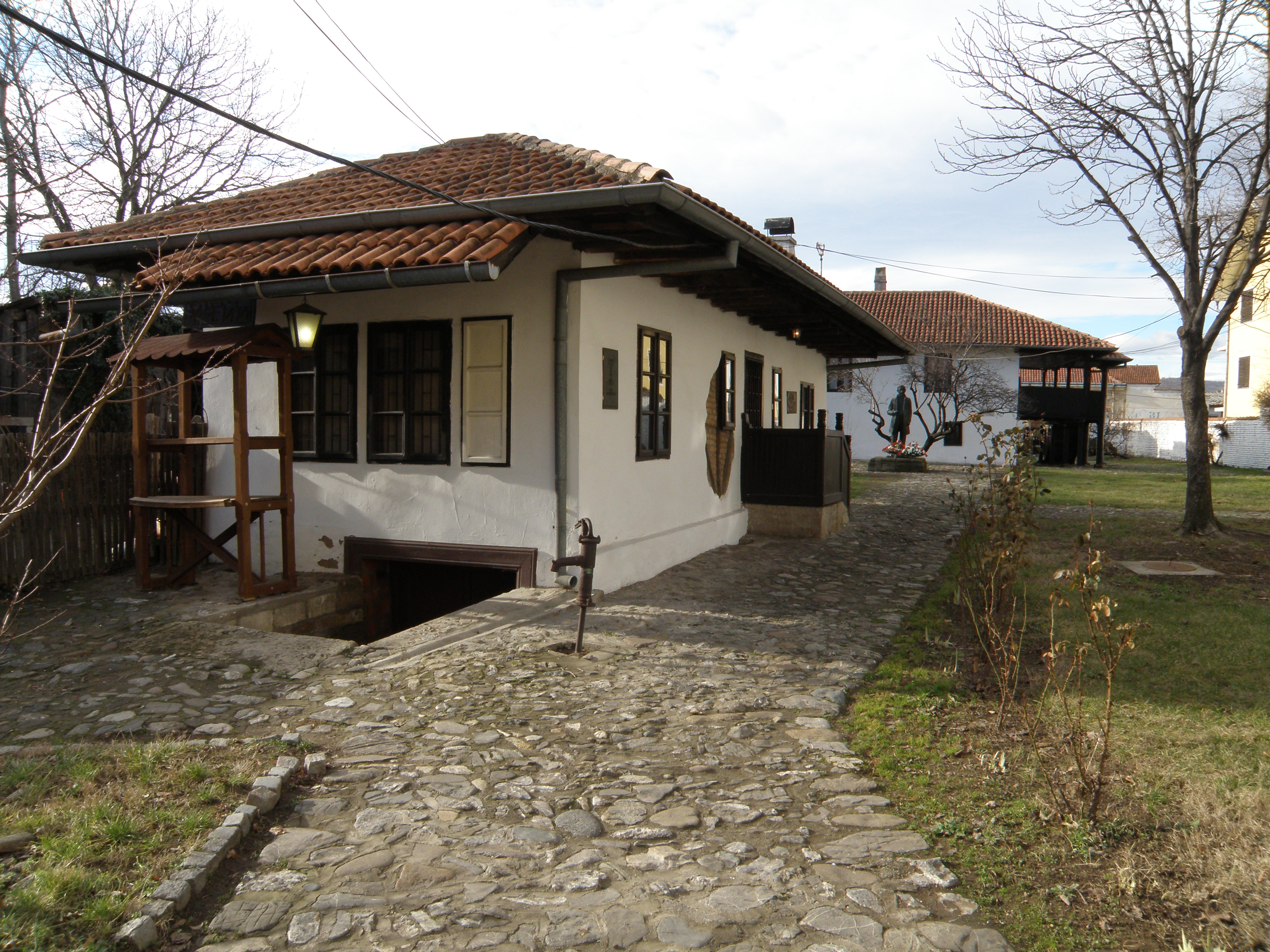
Дом композитора
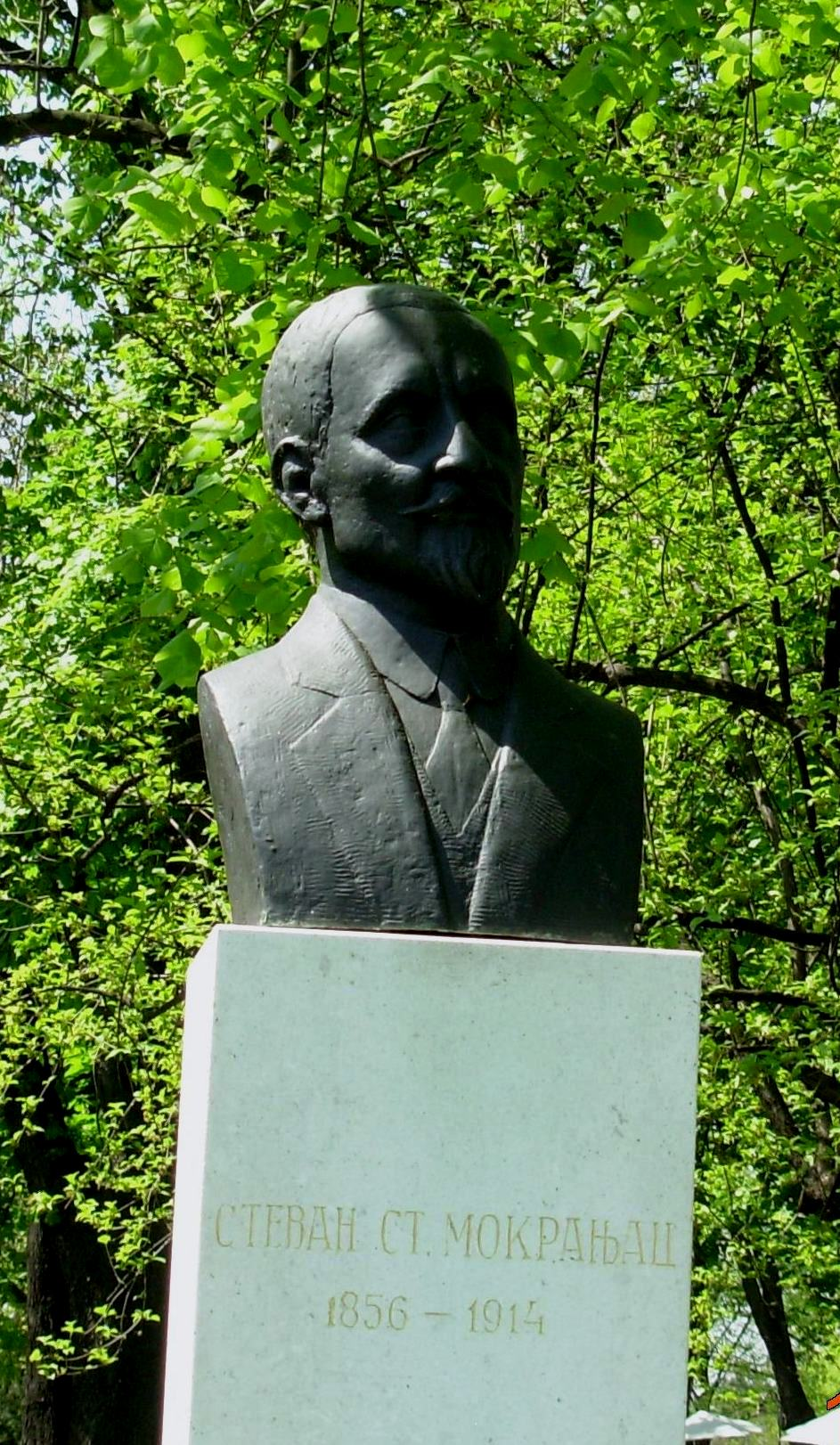
Бюст в Белграде